# Will Rock
| Сводный рейтинг                           | Сводный рейтинг     |
| Агрегатор                                 | Оценка              |
| ----------------------------------------- | ------------------- |
| GameRankings                              | 66,43 %             |
| Metacritic                                | 63/100 (12 обзоров) |
| MobyRank                                  | 65/100              |
| Иноязычные издания                        |                     |
| Издание                                   | Оценка              |
| 1UP.com                                   | C                   |
| AllGame                                   | [ 6 ]               |
| GameSpot                                  | 6,7/10              |
| IGN                                       | 7,2/10              |
| Русскоязычные издания                     |                     |
| Издание                                   | Оценка              |
| Absolute Games                            | 60 %                |
| PlayGround.ru                             | 5,0/10              |
| «Домашний ПК»                             | [ 11 ]              |
| «Игромания»                               | 7,5/10              |
| Награды                                   |                     |
| Издание                                   | Награда             |
| Медаль журнала «Лучшие компьютерные игры» |                     |

Will Rock — компьютерная игра, шутер от первого лица, разработанный компанией Saber Interactive и изданный компанией Ubisoft. «Will Rock» является PC-эксклюзивом и был выпущен 9 июня 2003 года в Северной Америке и 13 июня 2003 года в Европе. В игре используется игровой движок «Saber3D» собственной разработки Saber Interactive.
Игра получила смешанные отзывы критиков: игровые обозреватели писали в своих рецензиях, что она очень похожа геймплеем на «Serious Sam».

## Сюжет
Главным героем игры является студент-археолог Виллфорд Роквелл (англ. Willford Rockwell), который сталкивается с группой фанатиков под названием Olympian Restoration Army (ORA) или Олимпийская Армия Возрождения. Фанатикам удаётся каким-то образом вернуть к жизни множество греческих мифологических существ, включая Зевса — царя всех богов. Также «ОRА» похитили девушку Роквелла — Эмму. Главный герой случайно вернул к жизни титана Прометея, которого Зевс заставил охранять древний храм — место заточения богов. В благодарность за освобождение Прометей даст Виллфорду силу и будет незримо сопровождать его до самого конца, пока тот не победит Зевса и не освободит Эмму.

## Название
Название Will Rock — игра слов, основанная на созвучии сокращения имени главного героя (Willford Rockwell — Will Rock) и английского выражения «will rock», которое встречается, например, в названии известной песни группы Queen «We Will Rock You» (в переводе на русский язык — «Мы вас сотрясём»).

## Геймплей
В игре присутствует 10 уровней для прохождения в одиночном или совместном режиме. Многие рецензенты отметили огромное количество врагов на них, а крупнейший игровой сайт IGN отметил что «игра внушает своего рода безумие».
В некоторые моменты игры игрок может быть атакован с разных сторон различными врагами одновременно. Почти все враги (за исключением летающих) всегда появляются из-под земли или из-за стен в помещениях. Происходит это очень шумно и внезапно, что может легко напугать и сбить с толку. Летающие враги появляются, соответственно, из воздуха. Иногда враги появляются из окружённых энергией алтарей, что делает их более защищёнными. В игре очень много дверей, ведущих с одного этапа уровня на другой, иногда приходится перемещаться под водой (запас воздуха ограничен). Как правило, чтобы они открылись, нужно либо убить всех врагов, либо найти ключ. Иногда требуется найти сокровище. Это может быть бронзовый нагрудник, шлем или гладиус.
Почти везде можно найти золото. Оно пригодится для покупки суперспособностей, которые длятся 30 секунд с начала их запуска:
- Повреждение титана — игрок наносит врагам гораздо больший урон (экспериментально установлено, что урон любого из оружий увеличивается в 4 раза).
- Неуязвимость — все удары, наносимые врагом, не причиняют никакого вреда.
- Движение титана — замедляет все процессы в игре: скорость стрельбы, движение врагов и время действия способностей.

Все способности приобретаются рядом с монолитом Прометея — похожим на постамент камнем с тремя стенками, окружённом потоками энергии.
Присутствуют вспомогательные предметы: батуты (позволяют прыгать на огромные расстояния), бочки с порохом (взрываются, если по ним выстрелить), катапульты (можно стрелять камнями или самим собой), различные глиняные сосуды и жаровни (ничего полезного, зато раскалываются, если в них выстрелить), порталы (имеют одностороннюю связь, позволяют мгновенно переноситься из одной части локации в другую), различного рода механизмы (рычаги, барабаны, лифты и т. д.)